# Die Liebe der Hetty Raymond
Die Liebe der Hetty Raymond ist ein deutscher Spielfilm von 1917. 

## Handlung
Eine Erbin, Hetty Raymond, führt nach dem Tod ihres Vaters ein großes Hüttenbergwerk. Da sie alleine damit überfordert ist, sucht sie einen Mann und wirbt erfolgreich um Hans van Gent. Am Hochzeitstag wird ihr von einem eifersüchtigen Vetter ein Brief Gents zugespielt, in dem sich dieser abfällig über die Ehe äußert. Trotzdem heiratet sie ihn, lebt aber fortan eher neben als mit ihm. Während einer Firmenkrise allerdings bewährt sich ihr Mann jedoch als einer, der die Geschäfte auch wirklich führen kann. So bekommt sie Achtung vor ihm, die nach und nach wächst, ebenso wie ihre Liebe zu ihm.

## Hintergrund
Produziert wurde er von der May-Film GmbH Berlin (Nr. 11). Er hat eine Länge von vier Akten auf 1589 Metern, ca. 87 Minuten. Die Polizei Berlin belegte ihn im März 1917 mit einem Jugendverbot (Nr. 40422). Die Uraufführung war am 5. April 1917 im Tauentzien-Palast in München.